# Sławomira Wronkowska-Jaśkiewicz
Sławomira Kazimiera Wronkowska-Jaśkiewicz (ur. 14 lutego 1943 w Poznaniu) – polska prawniczka i wykładowczyni akademicka, profesor nauk prawnych, sędzia Trybunału Konstytucyjnego w stanie spoczynku, była kierownik Katedry Teorii i Filozofii Prawa oraz prorektor Uniwersytetu im. Adama Mickiewicza w Poznaniu  ds. doktorantów i biblioteki, zastępczyni redaktora naczelnego „Państwa i Prawa”, przewodnicząca Komitetu Nauk Prawnych Polskiej Akademii Nauk (2008–2011).

## Życiorys
Ukończyła studia na Wydziale Prawa Uniwersytetu im. Adama Mickiewicza w Poznaniu. W 1971 obroniła doktorat nt. praw podmiotowych pod kierunkiem profesora Zygmunta Ziembińskiego, w 1982 uzyskała stopień doktora habilitowanego nauk prawnych na podstawie rozprawy Problemy racjonalnego tworzenia prawa, nagrodzonej I nagrodą w konkursie redakcji „Państwa i Prawa”. W 1995 prezydent Lech Wałęsa nadał jej tytuł profesora nauk prawnych.
W latach 1980–1981 oraz w 1983 jako stypendystka Fundacji im. Aleksandra von Humboldta przebywała na stażach badawczych na Uniwersytecie Ludwika i Maksymiliana w Monachium oraz w innych ośrodkach naukowych. Zapraszana była również wielokrotnie do wygłaszania wykładów na uniwersytetach w Wiedniu, Salzburgu, Monachium i Bochum.
Zainteresowania naukowe Sławomiry Wronkowskiej-Jaśkiewicz koncentrują się na problemach teorii prawa oraz polityki prawa, zwłaszcza praw podmiotowych, zasad prawa (oraz ich roli w konstruowaniu i funkcjonowaniu systemu prawa), źródeł prawa, stosowania konstytucji, państwa prawa i redagowania tekstów prawnych.
Zawodowo od ukończenia studiów była związana z Uniwersytetem im Adama Mickiewicza, dochodząc do stanowiska profesora zwyczajnego tej uczelni. W latach 1995–2013 zajmowała stanowisko kierownika Katedry Teorii i Filozofii Prawa. Była także członkinią senatu uczelni i prorektorem UAM w latach 2005–2008. Została również wykładowcą w Collegium Polonicum w Słubicach (wspólnej placówce UAM i Europejskiego Uniwersytetu Viadrina we Frankfurcie nad Odrą) oraz podyplomowego studium legislacyjnego Uniwersytetu Warszawskiego. Autorka kilkudziesięciu prac naukowych z zakresu teorii i filozofii prawa oraz prawa konstytucyjnego, w szczególności dotyczących polityki tworzenia prawa oraz techniki legislacyjnej. Doktoraty pod jej kierunkiem napisali m.in. Jarosław Mikołajewicz (1998), Marzena Kordela (1999), Witold Płowiec (2006).
W latach 1988–2006 nieprzerwanie zasiadała w Radzie Legislacyjnej działającej przy prezesie Rady Ministrów. W 1993 zorganizowała, a następnie kierowała aplikacją legislacyjną. Brała udział w opracowaniu zasad techniki prawodawczej. W 2008 powołana na przewodniczącą Komitetu Nauk Prawnych Polskiej Akademii Nauk, funkcję tę pełniła do 2011. W 2010 została zgłoszona przez posłów Platformy Obywatelskiej na stanowisko sędziego Trybunału Konstytucyjnego i 6 maja 2010 wybrana na ten urząd przez Sejm. Jej kandydaturę poparło 415 posłów przy 2 głosach przeciwnych i 13 wstrzymujących się. Jej dziewięcioletnia kadencja trwała do 6 maja 2019.
Została członkinią Polskiego Towarzystwa Legislacji, Międzynarodowego Stowarzyszenia ds. Legislacji i Międzynarodowego Stowarzyszenia Filozofii Prawa i Filozofii Społecznej, Kapituły Poznańskiej Nagrody Literackiej, a także zastępczynią redaktora naczelnego periodyku „Państwo i Prawo”. W 2005 weszła w skład Rady Fundacji im. Zygmunta Ziembińskiego. Należała do Polskiej Zjednoczonej Partii Robotniczej.

## Odznaczenia i wyróżnienia
- Krzyż Kawalerski Orderu Odrodzenia Polski (1996)[10]
- Medal Komisji Edukacji Narodowej
- Odznaka Honorowa za Zasługi dla Legislacji (2015)[11]
- Gigant, nagroda poznańskiej redakcji „Gazety Wyborczej” (2019)[12]
- Medal Homini Vere Academico nadany przez rektora UAM (2020)[13]
- Odznaczenie „Zasłużony dla Miasta Poznania” (2021)[14]

## Publikacje
- Zarys teorii prawa (współautor: Zygmunt Ziembiński), Ars Boni et Aequi, Poznań 1997, ISBN 83-87148-10-5.
- Sławomira Wronkowska, Kompendium wiedzy o społeczeństwie, państwie i prawie (współautor), Wydawnictwo Naukowe PWN, Warszawa 1998, ISBN 83-01-14135-2.
- Podstawowe pojęcia prawa i prawoznawstwa, Ars Boni et Aequi, Poznań 2004, ISBN 83-87148-52-0.
- Komentarz do zasad techniki prawodawczej z dnia 20 czerwca 2002 (współautor: Maciej Zieliński), Wydawnictwo Sejmowe, Warszawa 2021, ISBN 978-83-7666-687-7.